# Хук, Питер
Пи́тер Хук (англ. Peter Hook; 13 февраля 1956) — британский музыкант, бас-гитарист, основатель и соавтор большинства композиций рок-групп Joy Division (1976—1980) и New Order (1980—2007). Оставаясь участником New Order, Хук сотрудничал и с другими исполнителями в качестве бас-гитариста и продюсера (The Stone Roses, Hybrid, The Chemical Brothers). Кроме того, у Хука были свои собственные сторонние проекты: Revenge (1989—1993) и Monaco (1995—2000). В 2004—2010 годах Хук участвовал в проекте Freebass, супергруппе, состоявшей из трёх бас-гитаристов. Журнал Rolling Stone поместил его на 46-е место в списке величайших басистов всех времён. 

## Биография
В мае 2007 года Хук официально вышел из состава New Order и теперь занят в проекте The Light, своей собственной кавер-группой, с которой он с 2010 года ездит по миру, играя альбомы Joy Division (в проекте также играет сын Хука Джейк). Эпизодически Хук также выступает в клубах в качестве диджея. В 2010 году под именем Man Ray Хук и Фил Мерфи (клавишник проекта Freebass) выпустили два мини-альбома «Summer 88» и «Tokyo Joe». В целом, по признанию музыканта, желание заниматься новой музыкой у него отбивает опасение, что коммерческой отдачи от неё не будет из-за интернетного пиратства.
В октябре 2009 года Хук выпустил свою первую книгу «How Not to Run a Club», повествующую об истории клуба «Haçienda», совладельцем которого он был (ему также принадлежат права на торговую марку «Haçienda»). Книга впервые вышла на русском языке в 2017 году в издательстве «Кабинетный учёный», переводчик Олег Дудкин.
Хук заявил, что у него в планах работа также над книгами о Joy Division и New Order. (Он их уже написал).
2 марта 2012 года Хук дал свой первый концерт в России в московском клубе Milk, исполнив полностью альбом Unknown Pleasures, а также несколько других песен Joy Division.
В апреле 2013 года состоялись концерты Хука и его группы The Light в Москве и Санкт-Петербурге.
С 1994 по 1997 год был женат на актрисе и писательнице Кэролайн Ахерн.

## Фильмография

### Роли Питера Хука
- Документальный фильм «Лемми» (2010), в роли самого себя.
- Документальный Фильм «Joy Division» (2007), в роли самого себя.
- Сериал «Спасатели Малибу», роль Baywatch.

### Питер Хук в исполнении других актёров
- «Круглосуточные тусовщики» (2002) — в исполнении Ральфа Литтла.
- «Контроль» (2007) — в исполнении Джо Андерсона.